# Main-Drop

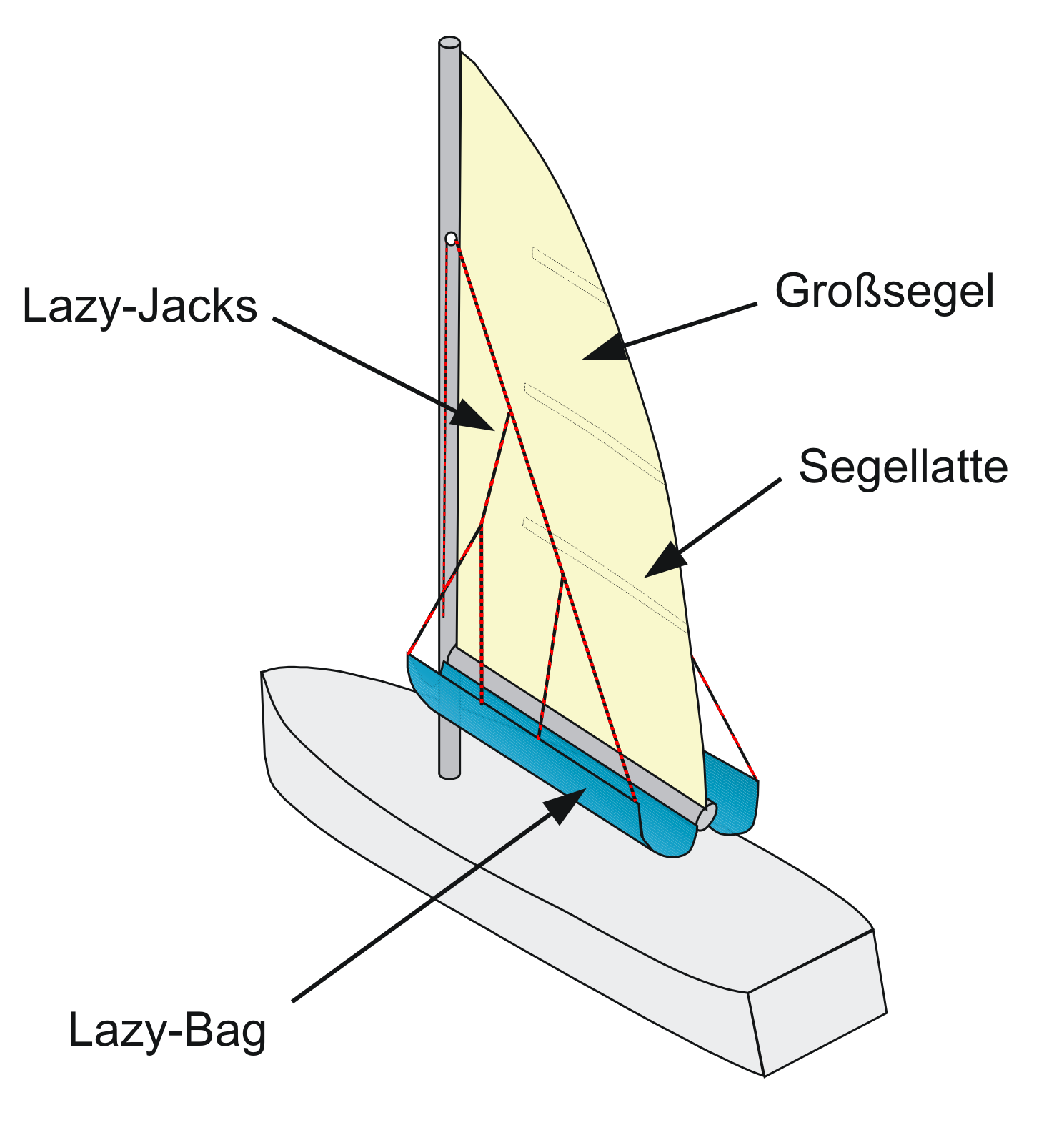
Lazy-Jacks und Lazy-Bag an einem Großsegel

Main-Drop bezeichnet ein System aus Leinen und einer Segelpersenning, welches das Bergen des Großsegels auf Segelyachten und -booten stark vereinfacht. Die Leinen, auch als Lazy-Jacks bezeichnet, führen das Segel beim Lösen des Großfalls seitlich, sodass es sich selbst auf den Baum auftucht. Die Segelpersenning, auch Lazy-Bag genannt, ist zu beiden Seiten des Baums befestigt, sodass sie nur noch über dem aufgetuchten Segel, z. B. mittels Reißverschluss, geschlossen werden muss. Als Nachteil ist zu bemerken, dass beide Vereinfachungen sich negativ auf die Aerodynamik auswirken. Dennoch hat das Main-Drop System gerade bei den Fahrtenseglern sehr große Verbreitung gefunden.
Als Alternative vereinfacht auch eine Rollgroß-Anlage das Bergen des Großsegels.
Als Erfinder des Main-Drop-Systems gilt der Gründer des Yachtbauunternehmens Dehler, der diesem seinen Namen gab.